# 江角早由里
江角 早由里（えずみ さゆり、1986年7月6日 - ）は日本の映画プロデューサー・PRプランナー。東京都出身。

## 略歴
大学在籍中に2008年11月8日全国公開された中原俊監督『櫻の園』にインターンとして参加し、演技事務を担当。
外食企業ダイヤモンドダイニングに新卒入社し、広報・PRに従事。コンセプトレストランと異業種コンテンツとのコラボレーション展開などを手がける。(ゲーム「大神 絶景版」「戦国BASARA4」、ミュージカル「スウィーニー・トッド」「DRACULA」サンリオピューロランドのハローキティ誕生40周年記念ミュージカル 「不思議の国のハローキティ」、ドラマ「ヴァンパイアヘヴン」、映画「テッド」「スノーホワイト」「アンダーワールド 覚醒」「喰女-クイメ-」など）
映画プロデューサー奥山和由が製作・監督を務める2018年公開予定のドキュメンタリー映画「熱狂宣言」でプロデューサーを務める。

## 作品

### 映画
- 櫻の園（2008年） 演技事務
- 熱狂宣言（2018年） プロデューサー